# Zoë Sprengers
Zoë Sprengers (* 19. Januar 2000 in Heemskerk, Niederlande) ist eine niederländische Handballspielerin, die für den dänischen Erstligisten Nykøbing Falster Håndboldklub aufläuft.

## Karriere
Sprengers spielte ab dem Jahr 2014 beim niederländischen Verein VOC Amsterdam. Dort lief die Außenspielerin anfangs im Jugendbereich und später mit der Damenmannschaft in der Eredivisie auf. Mit VOC gewann sie 2017, 2018 und 2019 die niederländische Meisterschaft. Zur Saison 2020/21 wechselte sie zum deutschen Bundesligisten Bayer Leverkusen. Ab dem Sommer 2022 stand sie beim Ligakonkurrenten Borussia Dortmund unter Vertrag. Im Sommer 2024 wechselte sie zum dänischen Erstligisten Nykøbing Falster Håndboldklub.
Sprengers nahm mit der niederländischen U-16-Beachhandballnationalmannschaft an der Europameisterschaft 2016 teil, bei der sie den Titel gewann. Anschließend lief sie für die Niederlande nur noch in der Halle auf. Bei der U-17-Europameisterschaft 2017 wurde sie mit 53 Treffern Torschützenkönigin des Turniers. Zwei Jahre später lief sie für die Niederlande bei der U-19-Europameisterschaft 2019 auf. Dort gewann Sprengers die Silbermedaille und wurde in das All-Star-Team gewählt. Im selben Jahr gab sie ihr Debüt für die niederländische A-Nationalmannschaft. Sie nahm mit den Niederlanden an der Weltmeisterschaft 2023 teil und schloss das Turnier auf dem fünften Platz ab. Sprengers warf im Turnierverlauf zwölf Tore.